# 亚洲

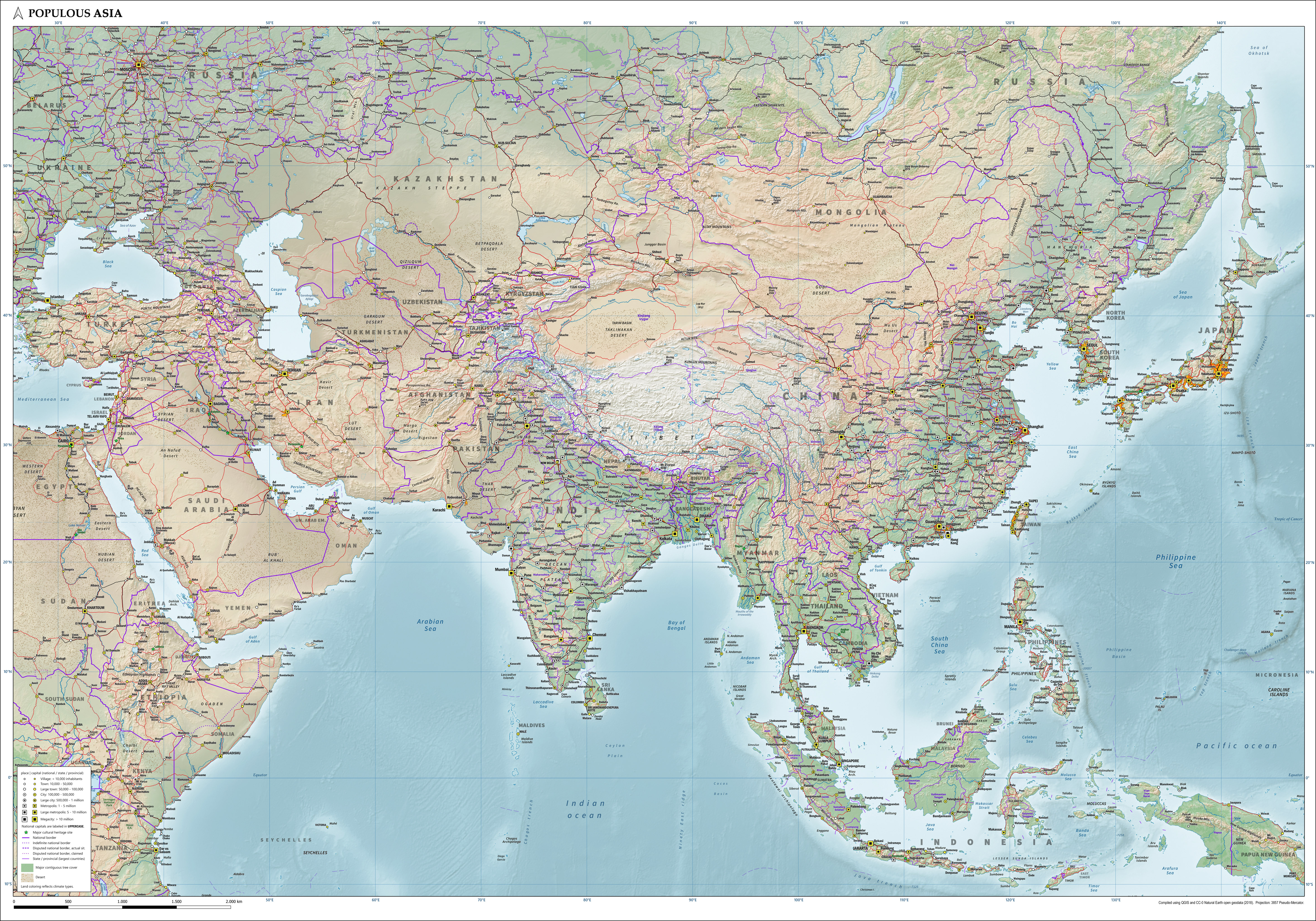
2018年亚洲人口分布地图，展示了自然、政治及人口特征

亞细亚洲，简称亚洲，是欧亚非大陆或欧亚大陆东部的一个区域，总面積约4457.9万平方公里，约占地球總面積的8.6%（總陸地面積的29.4%）；亚洲人口約45億人，佔世界總人口約61%（2019年）；亚洲在地理相关书籍中一般描述為七大洲中面積最大，人口最多的一個洲。亚洲是人类文明摇篮之一，也是世界三大宗教基督教、伊斯兰教和佛教/印度教/猶太教的发源地，四大文明古國中有三個（巴比伦、古印度、华夏文明）位于亚洲。
亞洲位于亚欧大陆东部，大部分土地位於東半球和北半球，東面是太平洋、北面是北冰洋，南面則瀕臨印度洋。亚洲與非洲以蘇伊士運河为界限，隔亞丁灣、曼德海峽、紅海與非洲相鄰。亚洲与欧洲分界線為烏拉爾山脈、乌拉尔河、裏海、大高加索山脈、黑海和黑海海峡。亚洲东北部与北美洲大致以白令海峡为界限。亚洲东南部以帝汶海與大洋洲隔海相望。
亚洲大陆（不含离岛）的四至是，最东端为至白令海峽傑日尼奧夫角（西經169度40分，北緯60度5分），最南端为马来西亚丹绒比亚（東經103度31分，北緯1度16分），最西端为土耳其巴巴角（東經26度3分，北緯39度27分），北至最北端为俄罗斯切柳斯金角（東經104度18分，北緯77度43分）。跨越經緯度十分廣，東西時差11小時。除大陆外，亚洲岛屿面积约270万平方公里，仅次于北美洲。
亚洲最高峰为世界第一高峰珠穆朗瑪峰，最低点为世界陆地最低点死海，最高高原是世界最高高原青藏高原，最长河流是世界第三长河流长江，最大湖泊是里海，最深湖泊是贝加尔湖，最大沙漠則是阿拉伯沙漠。

## 名稱
亞細亞名称一说來自希臘人对東方的称呼。亞述人也用该词指代表東方，原仅小亞細亞半島（安纳托利亚），後擴展至称所有東方地區。另一說是，「亞細亞」来自于腓尼基语，腓尼基人将爱琴海以西称为Ereb，意为“日落之地”，以东称为Asu，意为“日出之地”，希腊语加上阴性词尾Ασία。公元前1世纪，Asia已成为罗马帝国的一个行政省的名称。
亚细亚的中文譯名最早是命名于1582年，耶稣会传教士利玛窦来到中国后，在肇庆知府王泮的帮助下，与译员合制《坤舆万国全图》。由于当时的外國人来中国时多在南方地区，这些翻译都有带有浓厚的粵語（Cantonese）色彩。發音开头翻译为“亚”的外文多读作“阿”，末尾翻译为“亚”的，外文多读做「呀」，翻译成中文时，译员就会依据当地語言中汉字的发音来选择对应的汉字。

## 歷史
亚洲两河流域、印度河-恒河流域、黄河流域是人类文明的发源地，東方的商（约前1558年—约前1046年）、周王朝（前1046年—前256年）和西方美索不达米亚文明的亚述帝国（前934—前605年）、吠陀时代的古印度十六雄国和难陀王朝（前424—前322年）、大伊朗地区的米底王国（前678—前553年）和波斯（前553—前334年）都发展成为疆域辽阔、人口众多的君主制國家。亚历山大帝国灭亡后，印度也建立孔雀王朝（前322—前187年）。
马其顿帝国瓦解之后陆续兴起的安提柯一世王国、利西马科斯王国控制小亚细亚、塞琉古帝国和游牧部落联盟大益的成员—帕尼人的酋长阿尔沙克一世在前238年占领帕提亚并接受帕提亚语之后创建的阿尔沙克王朝（前238—224年）在其君主米特里达梯一世（前177—前138年）时代完全控制西道今叙利亚境内幼发拉底河的包括美索不达米亚和东道乌浒河的西亚和锡尔河与乌浒河之间的中亚河中地区；東方和西方經濟和文化的交流逐渐畅顺和强化，絲綢之路由中國洛阳、長安經過河西走廊诸城市、中亚天山山脉和昆仑山脉之间的塔里木盆地的边缘山麓草原的绿洲地带和锡尔河与乌浒河之间的中亚河中地区的适宜耕作的耕地地带和绿洲地带并经过大伊朗和中東，遠達印度次大陆、泰西封、巴比伦、塞琉西亚、安条克、羅馬、迦太基、亚历山大。罗马帝国崛起后，領土一度包括小亚细亚半岛、美索不达米亚。
在两汉时期，漠北的匈奴汗国（前209—158年）在与漢朝的战争中最终战败，汉朝控制中亚的塔里木盆地之后，一部分北匈奴人于158年遷徙到锡尔河与乌浒河之间的中亚河中地区的锡尔河以北的图兰大草原并在这里聚合诸部落之和并在372年越过乌拉尔河以西侵入欧洲，相继打败阿兰人和德涅斯特河—顿河河道之间的君主制国家东哥特王国之后来到多瑙河下游平原，這些在西羅馬帝國眼中被視為「野蠻人」的部族，在遷入歐洲後，加速西羅馬帝國滅亡。一部分在之后陆续南下中亚的锡尔河与乌浒河之间的中亚河中地区，被称之为厌哒人的白匈奴（424—557年，也有说法这个白匈奴是大月氏王寄多罗的后裔），对当时的中古波斯地区的萨珊王朝（224—651年）东部边疆造成严重破坏，一部分在头罗曼和米西拉古拉的带领下南下消灭当时贵霜帝国的残余，并对同样是发源于摩羯陀的印度的笈多王朝（280/320—550年）造成严重破坏，但是最终米西拉古拉的军队还是在534年被摩腊婆和笈多王朝联军打败而消弭，一小部分在46年内迁中国并州刺史部的朔方郡、五原郡、云中郡、定襄郡、雁门郡、上党郡、西河郡、上郡、北地郡、安定郡、代郡等，在西晋八王之乱后灭亡西晋并导致五胡十六国出现和中国南北朝对立二百八十余年。
在拓跋鲜卑人占据北中国，建立北魏之后，柔然在5世纪初年兴起，并建立柔然汗国（400—546/552年），悦般人兴起建立白匈奴汗国，对当时亚洲的政局造成重大影响。甚至柔然汗国灭亡之后，柔然的一支阿瓦尔人（也有疑问阿瓦尔人是是北高加索种族）还影响东罗马帝国和西欧的法兰克王国。

### 中古
630年，在西亚的阿拉伯半岛的麦加和麦地那興起穆罕默德的伊斯兰教和伊斯兰哈里发王国，逐渐征服并占领波斯地区的萨珊王朝（224—651年）和占领东罗马帝国在西亚的黎凡特和和北非的大片领土，伊斯兰倭马亚哈里发王国时代席卷西亚、中亚、北非和伊比利亚半岛，兵锋直指法兰克王国丕平王朝的阿基坦高卢南部，甚至一度占领印度河平原。在东亚強大的隋唐王朝的疆域也一度擴張到中亞和漠北，並深深影響朝鮮半島、日本和越南，兩者都在逐漸成為的新兴君主制国家。而在8世纪中叶至11世纪，南亚的发源于摩羯陀的印度波罗王朝是作为最后一个以佛教为国教的印度王朝；而南印的朱罗王朝逐渐达到的鼎盛，并一度占有苏门答腊岛和马来半岛。
漠北的突厥汗国（546/552—583年）、东突厥汗国（583—630年）和西突厥汗国（583—658年）的興起在6世紀—7世纪時在亚洲政局造成不小的影響，后随着隋唐王朝的崛起和伊斯兰哈里发王国的崛起而消亡；唐朝因安史之亂而走下坡路之后，周边漠北的回鹘汗国（744—840年）和青藏高原的吐蕃（580—877年）日渐兴盛，对当时东亚政局造成很大影响；唐朝在875—884年的王仙芝及黄巢之乱后名存实亡，最终在907年完全灭亡，契丹人建立的辽朝（大契丹国）对当时东亚政局造成很大影响。 在9世纪—12世纪，原先统治中西亚的伊斯兰阿拔斯哈里发王国在马蒙之后走向衰落；大伊朗地区的塔希尔王朝（821—873年）、萨法尔王朝（861—900/1003年）、阿拉菲德王朝、齐亚尔王朝、白益王朝（934—1055年）、萨曼王朝（819—999年）、加茲尼王朝（962—1186年）、古尔王朝（1148—1215年）、塞尔柱帝国（1037—1194年）、花剌子模沙朝（1194—1220年）相继占据中亚、西亚、南亚廣大的地域，强化了这些地方的进一步伊斯兰化，并使得经济文化科技更加兴盛，絲綢之路更為暢通。
960年，军人赵匡胤建立的北宋在前两代帝王治下结束严重分裂一百年的中国，之后的发展使得古代中国的经济文化科技达到一个新的高峰。1114年，由完颜阿骨打建立的金朝于金太宗时期（1123—1135年）相继灭亡辽朝和北宋，1127年南宋建立后，中国再次出現南北對歭的局面。宋金安定时期，经济文化得到恢复。不过在1206年，伴随着蒙古帝国的兴起与快速扩张，征服中亚、东亚、西亚、东欧的广大地区，但是在这个过程中亦有无数古代文明受到毁灭，整个亚洲的主流文明整体性走向衰落。同时在1206年，统治着印度的伊斯兰德里苏丹国建立，并在卡尔吉王朝和图格鲁克王朝兴盛时代逐步把疆域拓展到德干高原以南的印度次大陆，使得印度伊斯兰化。蒙古帝国在13世纪下半叶分裂为元朝和四大汗国，14世纪明朝建立后，北元在1388年的捕鱼儿海之战中败给明军导致北元君主脱古思帖木儿被也速迭儿刺杀，北元裂解为鞑靼和瓦剌而争战不休。另外，在拔都西征（1235—1241年12月31日/1242年1月30日）把当时世界上最先进的火药武器传入欧洲，也使得欧洲的军队的火药时代到来。而在13世纪末年兴起于东南亚的满者伯夷则成为当时东南亚的海上强权。1369年，帖木儿建立的帖木儿帝国在1360—1405年的帖木儿征战期间将疆域扩展到中亚、西亚，乃至南俄和印度河平原的旁遮普、信德和德里。1526年，其后裔巴卑尔越过印度河南下印度次大陆打败德里苏丹国而建立莫卧儿帝国，这个莫卧儿帝国直到1707年奥朗则布去世后才走向衰落。
1299年，奥斯曼帝国建立，在1308年使罗姆苏丹国灭亡；1354年派遣军队渡过赫勒斯滂海峡进而占领色雷斯并使拜占庭帝国成为其附庸，建都于布尔萨，在巴耶济德一世时代奥斯曼帝国的领土控制托罗斯山脉山脊以西的小亚细亚半岛全部和多瑙河下游平原以南的巴尔干半岛，并1396年的尼科波利斯战役打败最后一次十字军而威名显赫、虽然在1402年7月20日的安卡拉战役败给帖木儿而导致一度陷入王位继承战争（1402—1412年），但是最终还是重新起死回生并于穆罕默德二世时代的1453年滅了拜占庭帝国，占领君士坦丁堡并使之成为其首都，奥斯曼帝國之后逐渐占领东南欧、中東的黎凡特、小亞細亞及北非地區，奥斯曼帝国的苏丹（皇帝）视自己为天下之主，继承罗马帝国与伊斯兰文化。奥斯曼帝国位处东西文明交汇处，并掌握东西文明的陆上交通线达六个世纪之久（1400—1922年）。在其存在其间，不止一次实行伊斯兰化及现代化改革。
在东亚，自元朝先后四次短暂实施海禁之后，1370年，明太祖建立的明朝把这一海禁政策发扬光大，此後雖然有鄭和下西洋，但之後維持海禁政策，虽然明穆宗隆庆年间（1567年—1572年）实行开海，明朝国力以及东西方的经济文化交流一度有所恢复，但之后的清朝延续海禁这一政策，并导致东西方经济文化交流的萎缩与中国发展的停滞。
不過16至17世纪時因地理大發現，歐洲人紛紛來遠東發展貿易並傳教，直到日本鎖國、1723年雍正禁教之後，東亞才逐漸的封閉起來。在亚洲北方的北亚和东欧，隨著金帐汗国的瓦解，莫斯科大公国兴起，之后在伊凡三世时代于1478年占领诺夫哥罗德共和国，1480年打败金帐汗国（1219—1502年）而摆脱蒙古人的枷锁，并在1502年使金帐汗国灭亡。之后的留里克王朝在伊凡四世时代于1547年自称沙皇并灭掉蒙古人的喀山和西伯利亚等汗国。罗曼诺夫王朝的沙皇俄国逐漸循陸路扩大疆域，其探索队于1620年代到了叶尼塞河；1643年到黑龙江流域而与清朝冲突，之后在1689年签署中俄《尼布楚条约》。之后沙皇俄国于1733年在阿拉斯加成立俄属北美总督区，并不断占领中亚；这个帝国直到20世纪初期的二月革命才结束。

### 近代
自16世纪起，欧洲的殖民主义进入亚洲，影响几乎所有亚洲地区，部分地区殖民统治长达二三百年，深刻改变了亚洲地区的政治、社会和经济发展，影响至今仍在。1600年，英国东印度公司进入印度次大陆开拓殖民地，1858年印度正式成为英国殖民地。1602年，荷兰成立荷兰东印度公司，开始在印度尼西亚殖民，1800年印度尼西亚成为荷兰殖民地。1511年后，葡萄牙、英国先后开始殖民马来半岛，至1824年，英国确立对马来亚的霸权。1840年后，英国对清朝发动鸦片战争，至1900年八国联军侵华，中国进入半殖民地社会。18世纪后，俄国向中亚、西伯利亚扩张领土，侵略中国和朝鲜，将北亚纳入统治。
亚洲各古老的帝国先后毁灭。1857年，英国殖民者在镇压印度民族大起义流放莫卧儿帝国皇帝，直接统治印度。 1911年，清朝灭亡。1922年，奥斯曼土耳其帝国解体后灭亡。到第二次世界大战前，除日本外，亚洲大部分国家和地区沦为殖民地和半殖民地；被直接占领成为殖民地的面积占2/3。

### 现代
第二次世界大战结束后，亞洲成為冷戰的試驗場。國共內戰、韓戰、越戰 皆是美蘇角力下的代理人戰爭。亞洲各國也開始重建，軍事上中印先後成功核試，經濟上日本、韩国和臺灣在美國援助下經濟復甦，開始高度開發。中国自1978年改革开放后，已成为世界第二大经济体。
英美各國之殖民地、託管地皆紛紛獨立，而在中東以色列與周遭阿拉伯國家的衝突、英美蘇的介入使自從賽克斯-皮科協定以來的局面更加混亂。南亞則是在印度及巴基斯坦獨立後由於宗教與領土的問題而持續緊張，兩國交戰三次、先後具備核武器發射能力。

## 地理

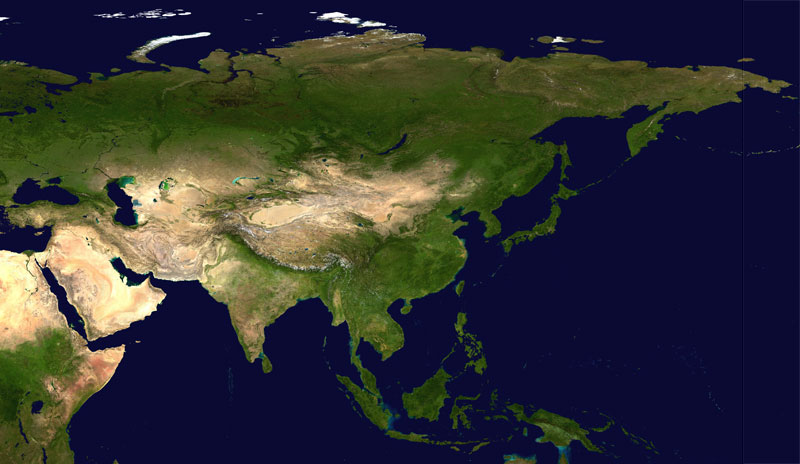
衛星拍攝的亞洲地形照片

亚洲地域十分辽阔，北部深入北极圈内，南部延伸到赤道以南，东、北、南、三面分别濒临太平洋、北冰洋和印度洋，西边与欧洲相连，西南与非洲相邻，东隔白令海峡与北美洲相望。

### 范围
亚洲與欧洲之間，通常以乌拉尔山、乌拉尔河、里海西北海域、高加索山脉分水岭、黑海、土耳其海峡、爱琴海为界。希腊的十二群岛、北爱琴海诸岛都接近土耳其的爱琴海海岸，地理上应属于亚洲。乌拉尔山脉自然延伸至北冰洋的瓦伊加奇岛、新地岛现在认为属于欧洲，实际上亚欧分界线在喀拉海南岸。
亚洲与非洲分界线是苏伊士运河。印度洋上的岛国塞舌尔、毛里求斯、科摩罗都属于非洲。也门的索科特拉岛更靠近非洲。亚洲与大洋洲分界线是韦伯线或里德克线，因此印尼的伊里安查亚就属于大洋洲。亚洲与北美洲的分界线是白令海峡与白令海，區域各群岛分別由美国、俄罗斯管辖关系分属两个大洲（俄羅斯管轄之島嶼屬亞洲）。

### 地形
从总体上看，亚洲地形有三大特征：
- 一是地形以高原山地为主，平均海拔高。山地、高原和丘陵约占总面积的3/4，其中有1/3的地区海拔在1,000米以上。全洲平均海拔约950米，是除南极洲外世界上地势最高的大洲。
- 二是地面起伏大，高低悬殊。亚洲既有世界上最高的高原、山脉和山峰，又有世界上著名的平原和洼地。青藏高原素有“世界屋脊”之称，平均海拔4,500米；世界上最高的珠穆朗瑪峰，海拔8,848米；西西伯利亚平原东西宽1,500千米，南北长2,300千米，大部分地面海拔在100米以上；世界最低的洼地死海，水面又低于地中海海面400米。亚洲不仅陆上起伏极端，且大陆东缘的弧形列岛与太平洋的海底部分也同样表现出起伏极端，列岛上的山脉与极深的海沟伴生。亚洲最高峰与邻近海域最深海沟高低相差约20千米。
- 三是地势中部高，四周低。全洲大至以帕米尔高原为中心，一系列高大山脉向四方辐射伸延到大陆边缘。在山地、高原的外侧分布着面积广大的平原，且多分布在大陆周围，主要有东北平原、华北平原、长江中下游平原、印度河平原、恒河平原、美索不达米亚平原、西西伯利亚平原等。许多平原土壤肥沃，农业发达，人口密集。

發生於第三紀的造山運動對亞洲地形影響深遠。其中歐亞板塊和太平洋板塊衝撞，將接觸帶上的地殼，推擠成歐亞大陸東側外海的東亞島弧，並使其成為全世界地震火山最多的地區。而歐亞大陸板塊受到印度板塊的推擠，形成整群的新褶曲山地極高聳的青藏高原。主要山脈成東西走向，山地高聳、地形崎嶇，而且連結成串，成為亞洲南北往來的障礙。而山地夾雜高原和盆地，這些地方也是大河的發源地。亞洲北部的西伯利亞為結晶性古老地塊，蘊有豐富金屬礦，地形也相對平坦。其中西亞的地形以高原為主，中間夾著由底格里斯河和幼發拉底河所沖積的美索不達米亞。
亚洲的主要地形单元有：
- 主要山脈：喜馬拉雅山脈、高加索山脈、天山山脈、興都庫什山脈、烏拉山脈、日本阿尔卑斯山脈、长白山脈、安南山脈
- 主要平原：恆河平原、印度河平原、西西伯利亞平原、東西伯利亞高原、中西伯利亞高原、美索不達米亞平原、东北平原、华北平原、长江中下游平原、图兰平原
- 主要盆地：四川盆地、费尔干纳盆地、准噶尔盆地、塔里木盆地
- 主要丘陵：江南丘陵
- 主要高原：青藏高原、伊朗高原、德干高原、安那托利亞高原、蒙古高原、帕米爾高原

### 氣候

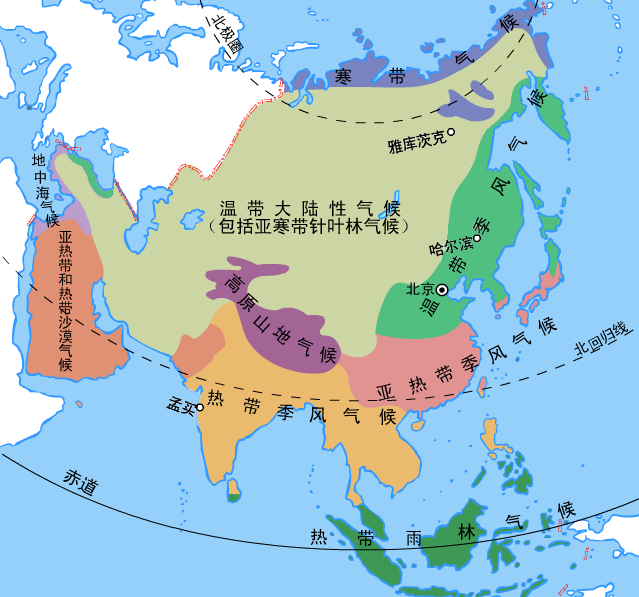
亚洲气候类型

亚洲主要特征是气候类型复杂多样、季风气候典型和大陆性显著。地跨寒、温、热三带，地形又复杂多样气候使得除温带海洋性气候外，世界上的各种气候在亚洲都有分布。东亚东南半部是湿润的温带和副热带季风氣候区，东南亚和南亚是湿润的热带季风氣候区，中亚、西亚和东亚内陆为干旱地区。
亚洲各地气温差别显著。赤道附近的马来群岛，长年如夏，年平均气温在26℃左右。而在俄罗斯西伯利亚东部，一年中有7个月的平均气温都在0℃以下，更曾在其东北部小镇奥伊米亚康测到-71℃的低温记录，是北半球的寒极。
气候的显著差异同时导致了亚洲各处降水量的巨大差异。中亞的沙漠地區年降雨不足100毫米，而在南亞，迎風坡降水量可達3000毫米，最高記錄甚至達到了22860毫米。太平洋中生成的颱風襲擊亞洲東部沿岸也会带来充沛降雨。

### 水文水系
亚洲的大江大河很多，其河网分布主要有两大特点：一是河流多发源于中部的高原山地，顺着地势呈放射状向四周流淌；二是内流区面积广大，如中部的锡尔河和阿姆河均流入咸海，其中阿姆河全長2540公里，是亞洲最長的內流河。多数發源自中部山地的河流都最终注入太平洋、印度洋或北冰洋。其中長4000公里以上的河川有7條，最長的河流是长江。
位于亚洲西部的裏海是世界上最大的湖泊，貝加爾湖则是亞洲最大的淡水湖，也是世界最深、最古的湖泊，湖底最深處位於海平面以下1295米。底格里斯河和幼發拉底河、黄河、印度河流域都是人類最早的文明發源地。恆河是印度教和佛教的聖河。湄公河是一條重要的國際性河流，流域國家包括中华人民共和国、緬甸、寮國、泰國、柬埔寨和越南。

### 自然资源
亚洲的自然资源比较丰富，矿物种类多、储量大，主要有石油、煤、铁、锡、钨、锑、铜、铅、锌、锰、镍、钼、镁、铬、金、银、岩盐、硫磺、宝石等。石油、镁、铁、锡等的储量均居各洲首位，其中锡矿储量更占世界总储量60％以上。
亚洲的森林总面积约占世界森林总面积的13％，俄罗斯亚洲部分、中国的东北、朝鲜民主主义人民共和国的北部，是世界上分布广阔的针叶林地区，蓄积量丰富，珍贵用材树种很多。中国的华南、西南，日本山地的南坡，喜马拉雅山南坡植物特别丰富，除普通阔叶树种外，还有棕榈、蒲葵、杉属、水杉属等。东南亚的热带森林在世界森林中占重要地位，以恒定、丰富的植物群落著称。其主要树种是龙脑香科，还有树状蕨纲、银杏、苏铁等“活化石”。
亚洲的水力资源也比较丰富。可开发的水力资源年发电量可达26,000亿度，占世界可开发水力资源量的27％。

## 主要地理分區

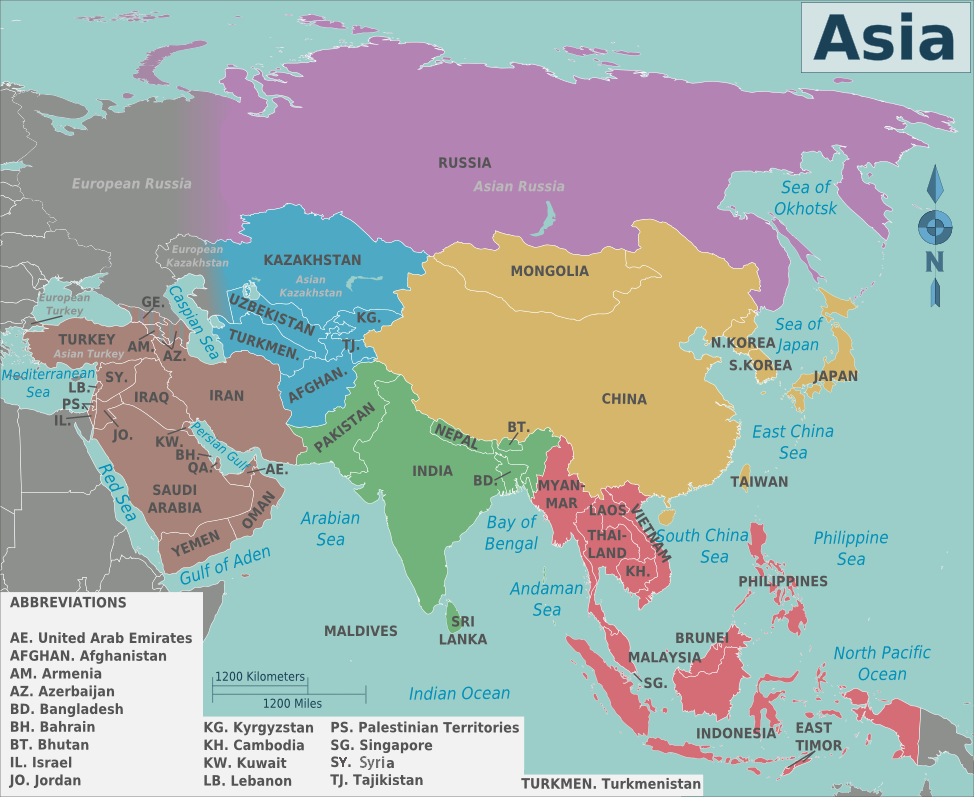
亚洲分区：
北亚
东亚
东南亚
南亚
西亚
中亚

亞洲在地理上習慣被分為以下幾個部分：

### 東亞
東亞，泛指亞洲東部的國家和地區的統稱，具有地理和文化層面上的雙重意義。從地理學上來說，指的是本土位於北緯20度以北至北緯53度以南，東臨太平洋的國家和地區。東亞大致可分為大中華區、東北亞和內陸地區三部分。

### 東南亞
東南亞包括中南半島以及马来群島。

### 南亚
南亞包括印度次大陆以北到兴都库什山，以及印度洋北岸一帶的國家及地區。

### 西亚
西亚位于亚洲西部，是联系亚、欧、非三大洲和沟通大西洋、印度洋的枢纽，包括南高加索地区、小亚细亚半岛（安纳托利亚）、伊朗高原、黎凡特、阿拉伯半岛、美索不达米亚平原等地区。西亚和中東地區的亚洲部分基本重叠，但西亚还包含了高加索三国。

### 中亚
中亞指身居亚欧大陆的内陆地区，通常范围为图兰平原到帕米尔高原的五个后苏联国家。

### 北亞
北亚与西伯利亚的概念重叠，被俄罗斯管辖。

## 人口
亞洲是世界上人口最多、最稠密的大洲，2000年总人口达36.72亿，约占世界总人口的60％，平均每平方公里就有80人。亚洲现有1000多个民族，约占世界民族总数的一半。主要民族都屬於蒙古人種（黃種人）和高加索人種（白種人），民族繁多，大約包括大部份語系的語言。目前，东亚的人口增長率已經下降到1%以下，但東南亞、南亞和西亞的人口增長率平均增長率為1%。
亞洲的主要民族包括：
- 漢藏語系各民族，主要分佈在大中華、緬甸、不丹、尼泊尔和印度的錫金邦、阿薩姆邦。
- 突厥語系各民族，主要分佈在土耳其、哈薩克等前蘇聯中亞各國。
- 日本-琉球語系主要分布於日本。
- 韓語系主要分布於朝鮮半島。
- 亚非語系各民族，主要分佈在西亞各阿拉伯國家。
- 印歐語系各民族，主要分佈在印度、伊朗、巴基斯坦、孟加拉、斯里蘭卡、阿富汗、塔吉克斯坦和俄羅斯東部沿海。
- 壯侗語系各民族，主要分佈在泰國、寮國及其周邊。
- 南島語系各民族，主要分佈在印度尼西亞諸島嶼、馬來西亞、菲律賓和臺灣（見臺灣原住民族）
- 南亞語系各民族，主要分佈在柬埔寨、越南。
- 達羅毗荼語系各民族，主要分佈在印度南部各邦。

## 經濟
在古代，亞洲一直是世界經濟的中心，当时世界上主要大国，如中国、印度、阿拉伯、波斯（今伊朗）都位於亞洲。亞洲的農牧業可以維繫世界大部分人口的生計。歐洲的最大帝國羅馬帝國的主要糧食產地也位於亞洲。
18世紀工業革命後，歐洲資本主義興起，帝國主義政策將世界其他地方都作為殖民擴張和掠奪的目標，亞洲、美洲、非洲和澳洲大部成為歐洲人的殖民地或半殖民地。除了澳洲和北美由於當地原住民幾乎全被消滅，成為歐洲人的天下。其他亞洲、拉丁美洲和非洲即使在第二次世界大战以後逐漸獨立，經濟也處於十分落後的局面。但在20世紀後半葉，亞洲是這些原殖民地中最先崛起的地方。日本首先躋身於世界列強之中，为亚洲第一个发达国家，隨後起飛的亞洲四小龍（大韩民国、中華民國、香港和新加坡）也於20世紀末成為已開發經濟體，中华人民共和国经济崛起已成为亚洲最大经济体、世界第二大经济体，仅次于美国。而印度和越南經濟的飛速發展使其成為世界注目的地方。由于亚洲面积较大，所以各区域经济发展差异较大。
亞洲資源豐富，主要產油國家都位於亞洲，包括海灣國家沙特阿拉伯、阿拉伯聯合酋長國、伊拉克、科威特、也門和伊朗，此外印度尼西亞、中國大陆和俄羅斯的亞洲部分也是主要出產石油的地區。中國大陆和俄羅斯的亞洲部分是世界上煤的蘊藏量最高的地區。東南亞是世界硬質木材的主要供應地，也是旅遊資源豐富的地區。世界鑽石產區除了南非以外，就只有印度和俄羅斯的亞洲部分是重要的產區。亞洲還包括幾乎所有具有經濟價值的礦物資源。

## 文化
由於亞洲地域廣大，民族眾多，文化的多樣性很強，差異很大，幾乎沒有統一的「亞洲文化」。世界三大宗教都诞生在亚洲。在古希腊衰败后、18世紀工業革命開始之前，由於世界的經濟重心在亞洲，所以大部分人類的技術成就都產生於亞洲。早在公元前3000年，亞洲人已經發明了燒製陶器和冶煉礦石，亞洲的蘇美爾人首先發明了文字和系統的灌溉工程，中亞的遊牧民族發明了馬鞍、弓箭和車輪，中国人發明了瓷器、火药、指南針、造紙術和雕版印刷，並最早種植稻穀。印度人和阿拉伯人發明了十進位計算技術。亞洲各種地方性的醫藥技術即使今天也非常有效，還在很多地區使用。
目前西方和東方的許多樂器是有同一起源的，所以非常相似，如小提琴和二胡，吉他和琵琶，雙簧管和嗩吶，幾乎相同的東西方笛子。其實這些樂器多數都是起源於中東地區。

## 旅游
亞洲國家與地區的旅遊業近年十分發達，主要集中在已發展地區及大都會區，包括：中国大陆、香港、澳門、台灣、新加坡、馬來西亞、馬爾代夫、泰國、印度、日本、越南、韩国、沙特阿拉伯（含麥加朝覲者）、阿聯酋、卡塔爾、印尼、尼泊爾、不丹、伊朗、巴基斯坦、土耳其等。

## 体育
亚洲运动会是亚洲地区规模最大、水准最高的综合性运动会，代表整个亚洲的体育运动水准。其为国际奥委会承认的地区性大型综合运动会，由亚洲奥林匹克理事会（亚奥理事会）主办，每四年一届。其前身是远东运动会和西亚运动会，第一届亚洲运动会原定于1949年2月在印度的新德里举行，由于主办国筹备等原因延至1951年举行，目前共举办18届。

## 教育
以下为亚洲境内，各国家及地区据2022年度QS世界大学排名列出世界前100的大学，共26间：
| 大学数量 | 大学数量 | 国家/地区        | 国家/地区        | 城市：大学（世界排名） |
| -------- | -------- | ---------------- | ---------------- | --- |
| 11       | 6        | 中华人民共和国   | 中国大陆         | 北京：清华大学（17）、北京大学（18） 上海：复旦大学（31）、上海交通大学（50） 杭州：浙江大学（45） 合肥：中国科技大学（98） |
| 11       | 5        | 中华人民共和国   | 香港             | 香港：香港大学（22）、香港科技大学（34）、香港中文大学（39）、香港城市大学（53）、香港理工大学（66）                        |
| 6        | 6        |                  |                  | 首尔：首尔大学（36）、高丽大学（74）、延世大学（79）、成均馆大学（97） 大田：韩国科学技术院（41） 浦项：浦项工科大学（81）  |
| 5        | 5        | 日本             | 日本             | 东京：东京大学（23）、东京工业大学（56） 京都：京都大学（33） 大阪：大阪大学（75） 仙台：东北大学（82）                     |
| 2        | 2        | 新加坡           | 新加坡           | 新加坡：新加坡国立大学（11）、南洋理工大学（12）                                                                            |
| 1        | 1        | 马来西亚         | 马来西亚         | 吉隆坡：马来亚大学（65） |
| 1        | 1        | 中華民國（臺灣） | 中華民國（臺灣） | 臺北：國立臺灣大學（68） |

以下为亚洲境内，据2022年度QS世界大学排名列出世界前50的大学（2012年度则依据泰晤士高等教育世界大学排名），共14间：
| 亚洲排名 | 世界排名 （2012年排名） | 大学           | 国家及地区         | 大学联盟 |
| -------- | ----------------------- | -------------- | ------------------ | --- |
| 1        | 11（40）                | 新加坡国立大学 | 新加坡             | 国际研究型大学联盟（IARU）、Universitas 21（U21）、环太平洋大学联盟（APRU）、全球产学未来人才培养策略联盟（UAiTED）、英联邦大学协会（ACU）、东盟大学联盟（AUN） |
| 2        | 13（169）               | 南洋理工大学   | 新加坡             | APRU、UAiTED、AUN |
| 3        | 17（71）                | 清华大学       | 中华人民共和国北京 | 东亚研究型大学协会（AEARU）、APRU |
| 4        | 18（49）                | 北京大学       | 中华人民共和国北京 | IARU、AEARU、APRU |
| 5        | 22（34）                | 香港大学       | 香港               | U21、ACU、APRU |
| 6        | 23（30）                | 东京大学       | 日本东京           | IARU、AEARU |
| 7        | 31（226）               | 复旦大学       | 中华人民共和国上海 | U21、AEARU、APRU |
| 8        | 33（52）                | 京都大学       | 日本京都           | AEARU |
| 9        | 34（62）                | 香港科技大学   | 香港               | AEARU、APRU、中俄工科大学联盟（ASRTU） |
| 10       | 36（124）               | 首尔大学       | 首尔               | AEARU、APRU |
| 11       | 39（151）               | 香港中文大学   | 香港               | ACU、APRU |
| 12       | 41（94）                | 韩国科学技术院 | 大田广域市         | AEARU、APRU |
| 13       | 45（301）               | 浙江大学       | 中华人民共和国杭州 | APRU、ASRTU |
| 14       | 50（301）               | 上海交通大学   | 中华人民共和国上海 | U21、APRU、ASRTU |

## 国家和地区
亚洲是世界上國家數仅次于非洲的大洲。全部领土位于亚洲，面積最大和最小的國家分別為中华人民共和国和島國马尔代夫；而亚洲大陸最小的國家則是黎巴嫩。

### 国家
该表格包括未受国际普遍承认国家。
| 国旗                   | 国徽 | 分區   | 国家                   | 人口列表 (2021年) | 面积列表 (km²) | 首都       | 政治制度                             |
| ---------------------- | ---- | ------ | ---------------------- | ----------------- | -------------- | ---------- | ------------------------------------ |
| 中华人民共和国         |      | 東亞   | 中華人民共和國         | 1,425,893,465     | 9,596,961      | 北京       | 人民代表大会制度，一党制社会主义国家 |
| 日本                   |      | 東亞   | 日本国                 | 124,612,530       | 377,915        | 東京       | 君主立宪制                           |
| 朝鲜民主主义人民共和国 |      | 東亞   | 朝鲜民主主义人民共和国 | 25,971,909        | 120,538        | 平壤       | 先军政治，一党制社会主义国家         |
| 大韩民国               |      | 東亞   | 大韩民国               | 51,830,139        | 100,210        | 首爾       | 总统制                               |
| 蒙古国                 |      | 東亞   | 蒙古国                 | 3,347,782         | 1,564,116      | 乌兰巴托   | 半总统制                             |
| 中華民國               |      | 東亞   | 中華民國               | 23,859,912        | 36,193         | 台北       | 半总统制                             |
| 越南                   |      | 東南亞 | 越南                   | 97,468,029        | 331,212        | 河内       | 一党制社会主义国家                   |
| 老挝                   |      | 東南亞 | 老挝                   | 7,425,057         | 236,800        | 永珍       | 一党制社会主义国家                   |
| 柬埔寨                 |      | 東南亞 | 柬埔寨                 | 16,589,023        | 181,035        | 金边       | 君主立宪制                           |
| 泰国                   |      | 東南亞 | 泰国                   | 71,601,103        | 513,120        | 曼谷       | 君主立宪制                           |
| 缅甸                   |      | 東南亞 | 缅甸                   | 53,798,084        | 676,578        | 奈比多     | 半总统制，被军政府夺权               |
| 菲律宾                 |      | 東南亞 | 菲律宾                 | 113,880,328       | 343,448        | 马尼拉     | 总统制                               |
| 新加坡                 |      | 東南亞 | 新加坡                 | 5,941,060         | 697            | 新加坡     | 议会制                               |
| 汶萊                   |      | 東南亞 | 汶莱                   | 445,373           | 5,765          | 斯里巴加湾 | 君主专制                             |
| 印度尼西亚             |      | 東南亞 | 印尼                   | 273,753,191       | 1,904,569      | 努山塔拉   | 总统制                               |
| 东帝汶                 |      | 東南亞 | 东帝汶                 | 1,320,942         | 14,875         | 帝力       | 议会制                               |
| 马来西亚               |      | 東南亞 | 马来西亚               | 33,573,874        | 329,847        | 吉隆坡     | 选举君主制，议会制                   |
| 印度                   |      | 南亞   | 印度                   | 1,407,563,842     | 3,287,263      | 新德里     | 议会制                               |
| 不丹                   |      | 南亞   | 不丹                   | 777,486           | 38,394         | 廷布       | 君主立宪制                           |
| 孟加拉国               |      | 南亞   | 孟加拉国               | 169,356,251       | 147,570        | 达卡       | 议会制                               |
| 尼泊尔                 |      | 南亞   | 尼泊尔                 | 30,034,989        | 147,181        | 加德滿都   | 议会制                               |
| 巴基斯坦               |      | 南亞   | 巴基斯坦               | 211,103,000       | 881,913        | 伊斯兰堡   | 议会制                               |
|                        |      | 南亞   | 阿富汗                 | 40,099,462        | 647,500        | 喀布尔     | 总统制                               |
| 斯里蘭卡               |      | 南亞   | 斯里蘭卡               | 21,773,441        | 65,610         | 可倫坡     | 议会制                               |
| 马尔代夫               |      | 南亞   | 马尔代夫               | 521,457           | 298            | 馬累       | 总统制                               |
| 亞美尼亞               |      | 西亞   | 亞美尼亞               | 2,790,974         | 29,743         | 葉里溫     | 议会制                               |
| 阿塞拜疆               |      | 西亞   | 阿塞拜疆               | 10,312,992        | 86,600         | 巴库       | 总统制                               |
| 格鲁吉亚               |      | 西亞   | 格鲁吉亚               | 3,757,980         | 69,700         | 第比利斯   | 议会制                               |
| 土耳其                 |      | 西亞   | 土耳其                 | 84,775,404        | 783,562        | 安卡拉     | 总统制                               |
| 賽普勒斯               |      | 西亞   | 賽普勒斯               | 1,244,188         | 9,251          | 尼科西亚   | 总统制                               |
| 北賽普勒斯             |      | 西亞   | 北賽普勒斯             | 382,836           | 3,355          | 北尼古西亞 | 半總統制                             |
| 伊朗                   |      | 西亞   | 伊朗                   | 87,923,432        | 1,648,195      | 德黑兰     | 神权政治，总统制                     |
| 以色列                 |      | 西亞   | 以色列                 | 8,900,059         | 20,770         | 耶路撒冷   | 议会制                               |
| 约旦                   |      | 西亞   | 约旦                   | 11,148,278        | 89,342         | 安曼       | 二元制君主立宪制                     |
| 黎巴嫩                 |      | 西亞   | 黎巴嫩                 | 5,592,631         | 10,400         | 贝鲁特     | 议会制                               |
| 巴勒斯坦國             |      | 西亞   | 巴勒斯坦國             | 5,133,392         | 6,220          | 拉姆安拉   | 半总统制                             |
| 叙利亚                 |      | 西亞   | 叙利亚                 | 21,324,367        | 185,180        | 大马士革   | 总统制                               |
| 埃及                   |      | 西亞   | 埃及                   | 109,262,178       | 1,010,408      | 开罗       | 总统制                               |
| 巴林                   |      | 西亞   | 巴林                   | 1,463,265         | 760            | 麦纳麦     | 二元制君主立宪制                     |
| 科威特                 |      | 西亞   | 科威特                 | 4,250,114         | 17,818         | 科威特城   | 二元制君主立宪制                     |
| 阿曼                   |      | 西亞   | 阿曼                   | 4,520,471         | 309,500        | 马斯喀特   | 君主专制                             |
| 伊拉克                 |      | 西亞   | 伊拉克                 | 43,533,592        | 438,317        | 巴格达     | 议会制                               |
| 卡塔尔                 |      | 西亞   | 卡塔尔                 | 2,688,235         | 11,586         | 多哈       | 君主专制                             |
| 沙特阿拉伯             |      | 西亞   | 沙特阿拉伯             | 35,950,396        | 2,149,690      | 利雅德     | 君主专制                             |
| 阿拉伯联合酋长国       |      | 西亞   | 阿拉伯联合酋长国       | 9,365,145         | 83,600         | 阿布扎比   | 总统制，酋长国                       |
| 也门                   |      | 西亞   | 也门                   | 32,981,641        | 527,968        | 萨那       | 总统制                               |
| 阿布哈茲               |      | 西亞   | 阿布哈茲               | 244,926           | 8,665          | 蘇呼米     | 總統制                               |
| 南奥塞梯               |      | 西亞   | 南奥塞梯               | 56,520            | 3,900          | 茨欣瓦利   | 總統制                               |
| 哈萨克斯坦             |      | 中亞   | 哈萨克斯坦             | 19,196,465        | 2,724,900      | 阿斯塔納   | 总统制                               |
| 吉尔吉斯斯坦           |      | 中亞   | 吉尔吉斯斯坦           | 6,527,743         | 199,951        | 比什凯克   | 半总统制                             |
| 塔吉克斯坦             |      | 中亞   | 塔吉克斯坦             | 9,750,064         | 143,100        | 杜尚别     | 总统制                               |
| 土库曼斯坦             |      | 中亞   | 土库曼斯坦             | 6,341,855         | 488,100        | 阿什哈巴德 | 总统制                               |
| 乌兹别克斯坦           |      | 中亞   | 乌兹别克斯坦           | 34,081,449        | 447,400        | 塔什干     | 总统制                               |
| 俄罗斯                 |      | 北亞   | 俄罗斯                 | 145,102,755       | 17,098,242     | 莫斯科     | 半总统制                             |

### 属地
| 旗帜                     | 徽章 | 属地或特别行政区     | 人口列表 (2021年) | 面积列表 (km²) | 政治制度 |
| ------------------------ | ---- | -------------------- | ----------------- | -------------- | -------- |
| 中华人民共和国特别行政区 |      |                      |                   |                |          |
| 香港                     |      | 香港                 | 7,494,578         | 2,755          | 一国两制 |
| 澳門                     |      | 澳門                 | 686,607           | 115.5          | 一国两制 |
| 联合王国海外领地         |      |                      |                   |                |          |
| 英屬印度洋領地           |      | 英属印度洋领地       | 3500              | 60             | 军事基地 |
| 英国                     |      | 亞克羅提利與德凱利亞 | 8000              | 254            | 军事基地 |
| 澳大利亚外部领地         |      |                      |                   |                |          |
| 圣诞岛                   |      | 圣诞岛               | 1843              | 135            |          |
| 科科斯（基林）群島       |      | 科科斯（基林）群岛   | 596               | 14.2           |          |

## 地缘政治

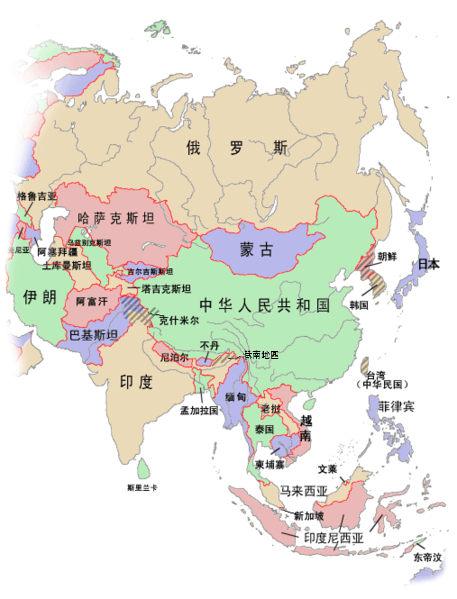
亞洲政區示意圖。斜線部分為領土主權爭議的地區

亞洲國家的政體非常複雜，是世界熱點地區最密集的大洲。

### 冲突地区
目前絕大部分國際關注的熱點也在亞洲：
- 也门内战
- 叙利亚内战
- 阿富汗战争
- 伊朗核问题
- 萨德反导系统部署韩国事件
- 朝鲜核问题
- 纳卡冲突
- 南海问题
- 克什米尔冲突
- 臺海問題
- 以巴冲突
- 伊斯兰国
- 金三角
- 金新月

### 區域合作
區域合作在亞洲正方興未艾，現在區域合作最有希望的地方是東南亞，東南亞國家聯盟有10成員國：汶萊、柬埔寨、印度尼西亞、寮國、馬來西亞、緬甸、菲律賓、新加坡、泰國和越南。總面積約为450萬平方公里，人口約5.12億。還有一個觀察員國：巴布亞新幾內亞。東盟國家開動了和中华人民共和国、日本、大韩民国三個东亚國家的對話機制，並已於2010年和中华人民共和国建立中國-東盟自由貿易區，目前中华人民共和国已經和泰國先期啟動水果蔬菜零關稅機制。由东南亚国家联盟十国发起，由中華人民共和國、日本、韩国、澳大利亚、新西兰等与東盟有自由貿易協定的五国共同参加的区域全面经济伙伴关系协定也已经于2020年签署。
南亞國家也在加緊準備成立區域合作的組織，巴基斯坦和印度的關係出現緩和跡象。海灣國家也有設立區域合作的組織海灣阿拉伯國家合作委員會，有6個成員國：科威特、沙特阿拉伯、阿拉伯聯合酋長國、巴林、卡塔爾和阿曼。
1996年成立的亞歐會議每兩年舉行一次首腦會議和外長會議，加強了亞洲國家和歐盟國家之間的對話機制，目前已經發展到39個成員國，占世界總人口的49%，成員國的國內生產總值超過全世界的一半以上。而東亞共同體為模仿二戰後歐洲成立的歐共體（現為歐盟）所成立的東亞區聯盟。